# Lepá
Lepá es un paraje del Departamento Cushamen, en la Provincia del Chubut, Argentina. El origen de esta localidad está dado por la estación de ferrocarril del mismo nombre. Está ubicada en la posición geográfica 42°34′13″S 71°03′27″O / -42.57028, -71.05750.